# Wolfgang Becker
Wolfgang Becker (Hemer, 22 giugno 1954 – Berlino, 12 dicembre 2024) è stato un regista e sceneggiatore tedesco.

## Biografia
Nel 1988 il suo lungometraggio d'esordio Farfalle (Schmetterlinge) vinse il Pardo d'oro al Festival del film di Locarno. Nel 1992 Becker girò Kinderspiele, mentre nel 1997 firmò la regia di Das Leben ist eine Baustelle, che vinse numerosi premi fra cui una menzione speciale al Festival internazionale del cinema di Berlino. Nel 2003 realizzò Good Bye, Lenin!, la sua pellicola più nota, che in Germania incassò oltre 30 milioni di euro. Morì a Berlino il 12 dicembre 2024 all'età di 70 anni.

## Filmografia parziale

### Regista
- Farfalle (Schmetterlinge) (1988)
- Kinderspiele (1992)
- Das Leben ist eine Baustelle (1997)
- Good Bye, Lenin! (2003)
- Bem-Vindo a São Paulo - Documentario (2004)

### Sceneggiatore
- Farfalle (Schmetterlinge) (1988)
- Kinderspiele (1992)
- Das Leben ist eine Baustelle (1997)
- Good Bye, Lenin! (2003)